# Трэвис: Правдивая история Трэвиса Уолтона
«Трэвис: Правдивая история Трэвиса Уолтона» (англ. Travis: The True Story of Travis Walton; США, 2015) — американский научно-фантастический фильм режиссёра Дженнифер Стайн, снятый на основе истории похищения Тревиса Уолтона в 1975 году, известной как «Случай с Уолтоном», история уже была ранее экранизирована, в 1993 году в США вышел фильм под названием «Огонь в небе».

## Сюжет
Трэвис Уолтон рассказывает о своём опыте похищения НЛО в 1975 году, известным под названием «Случай с Уолтоном», в ходе которого его подняли на борт летающей тарелки и проводили над ним медицинские эксперименты, и о том влиянии, которое это событие оказало на его жизнь за прошедшие сорок лет.

## Производство
Режиссёр Дженнифер Стайн использовала архивные материалы 1975 года, реконструкцию произошедшего на летающей тарелке и новые интервью, чтобы показать зрителю сколько насмешек пережил человек в результате публикации истории о похищении пришельцами. Поэтому сюжет фильма состредоточен не только на том, что пережил Трэвис Уолтон внутри летающей тарелки, но и на там какое влияние оказала история с похищением на него и всю команду лесорубов. Важным по мнению режиссёра было показать, что не смотря на всю яркость и шумиху вокруг истории, никто из команды Уолтона не извлекал из неё выгоду. Она собрала группу следователей, профессоров и исследователей для того, чтобы проанализировать материалы следствия и журналисткие расследования.
Много внимания уделяется Филипу Классу, известному журналисту и разоблачителю феномена НЛО. В качестве экспертов выступают такие люди, как Стэнтон Фридман. Класс известен не только своим творчеством, но и тем, что предложил любому 10 000 долларов за доказательство существования НЛО. Акцент в фильме сделан не столько на сам инцидент под названием «Случай с Уолтоном» , сколько на события после него, того как это отразилось на жизни героев и какую роль в этой истории сыграли полицейские и журналисты.
Отредактированная версия фильма показывалась только на кинофестивалях, конференциях по НЛО или ежегодных годовщинах похищения Трэвиса Уолтона. Для фильма создали субтитры на 3 языках: французском, португальском и японском. В честь годовщины истории Тревиса Уолтона фильм выпустили на DVD.